# كريستيان فرانزن
كريستيان فرانزن هو شخصية أعمال وفلاح وسياسي أمريكي، ولد في 11 ديسمبر 1845، وتوفي في 19 مارس 1920. انتخب عضو جمعية ولاية ويسكونسن ‏.